# Sistema d'aterratge instrumental

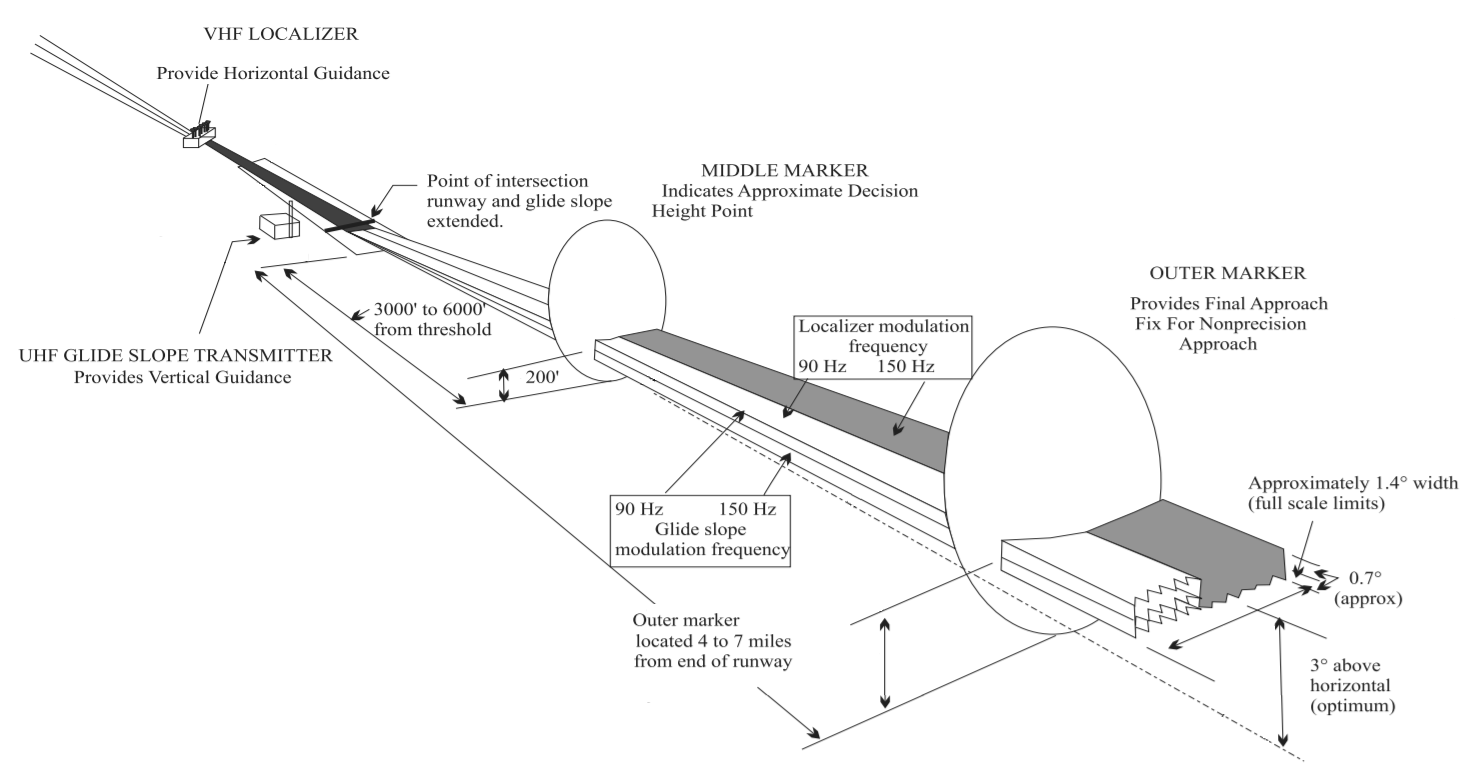
Diagrama d'un ILS.

El Sistema d'aterratge instrumental (instrument landing system o ILS en anglès) és un sistema de navegació que ajuda els avions a aterrar automàticament en una pista.
És definit per la Unió Internacional de Telecomunicacions com un servei proveït per una estació com:
| «                                                                    | Un sistema de radioajuda que proveeix a les aeronaus de guiatge horitzontal i vertical just abans i durant l'aterratge i, en uns certs punts fixats, indica la distància al punt de referència de l'aterratge. | » |
| — Article 1.104, Reglament de Radiocomunicacions de la UIT (ITU RR), | |   |

## Funcionament
Es compon d'almenys dos dels següents elements:
Un localitzador (LOC) que proporciona la desviació horitzontal pel que fa a l'eix de la pista, fent que l'avió aterri a la línia central de la pista. Les freqüències del LOC varien entre 108.10 MHz i 111.95 MHz (amb el primer dígit decimal de 100 kHz sempre estrany) i no s'utilitzen per a cap altre propòsit.
Un pendent de lliscament (GS o GP de trajectòria de lliscament) que proporciona la desviació vertical pel que fa al pendent d'aproximació. El senyal GP està en el rang de 330 MHz (UHF).
Juntament amb l'anterior, també poden estar disponibles altres dos equips:
Un DME que proporciona la distància entre el LOC i l'avió.
Una o més balises que proporcionen una llum i una indicació sonora a una distància publicada des del llindar de la pista.

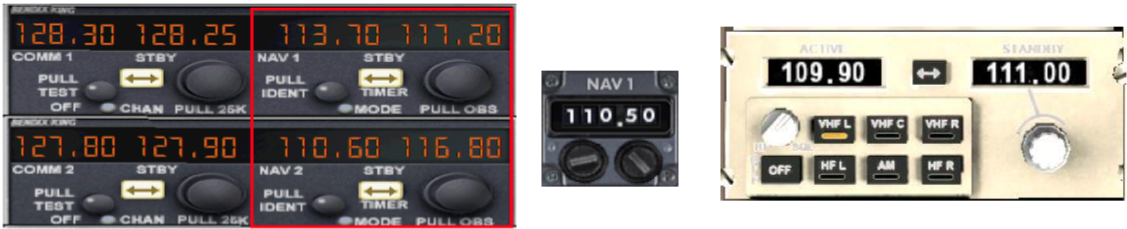
A l'esquera, un selector de ILS de Beechcraft. Al centre, un selector de ILS de Cessna. A la dreta, un selector de ILS de Boeing

El receptor de navegació és la unitat de control on els pilots seleccionen la freqüència ILS. La freqüència ILS generalment s'ha d'ingressar al selector NAV 1.